# 360-ті до н. е.

## Події
- Спарта: правління царя Агесілая II;